# Кужи
Кужи — озеро в Жамбылском районе Северо-Казахстанской области Казахстана. Находится к югу от села Чапаевка.
По данным топографической съёмки 1944 года, площадь поверхности озера составляет 1,41 км². Наибольшая длина озера — 1,5 км, наибольшая ширина — 1,4 км. Длина береговой линии составляет 4,5 км, развитие береговой линии — 1,06. Озеро расположено на высоте 152,4 м над уровнем моря.